# PlayOnline (雑誌)
『PlayOnline』（プレイオンライン）は、かつてアクセラ並びにデジキューブから発行されていたオンラインゲームを専門で取り扱う月刊の雑誌。
当時デジキューブの親会社であったスクウェア→スクウェア・エニックスが2000年から運営しているネットワークサービスの『PlayOnline』とは関係ない。

## 概要
海外のネットゲームや、その開発者のインタビュー、ビデオカード、ゲーム向けインプットデバイスなどのハードウェアを積極的に取り上げるなど他誌にない特徴が売り物だった。ジャンルにはこだわらず、MMORPGはもちろん、ファーストパーソン・シューティングゲーム、フライトシミュレータ、リアルタイムストラテジーなども積極的に取り扱っていた。海外ゲームのデモ版をまとめたCD-ROMが付属していた。
創刊当初はアクセラから発行されていたが、2000年に同社が倒産したことに伴いデジキューブが発行を引き継ぐ。しかし2001年3月発行をもって休刊した。日本のインターネット接続環境が常時接続が当たり前になる以前から発行しており、「発行時期が早すぎた」とも言われる。
なおこの『PlayOnline』の休刊後に、主なスタッフにより毎日コミュニケーションズから『Online Player』が発行されたが短期で休刊、さらにその後ディーエス・プレスから『OnlineGameMagazineEX』が1号のみ出ている。
過去に「Online Player EX」というオンラインゲーム情報サイトが運営されていた（2012年12月31日サービス終了）。

## マシーネンクリーガー
表紙のイラストをイラストレーターの横山宏が担当している縁から、中期より『マシーネンクリーガー』のバンド・デシネが連載された。また後期には『マシーネンクリーガー』をオンラインゲーム化する企画ページもあった。あるゲーム開発会社と交渉を開始したという情報までは掲載されたが、実際の開発には至っていないようである。

## 当時掲載されていたネットゲーム
- QUAKE
- ディアブロ
- ウルティマオンライン
- エバークエスト など